# Visionael
 (signalé en juin 2025).
Si vous disposez d'ouvrages ou d'articles de référence ou si vous connaissez des sites web de qualité traitant du thème abordé ici, merci de compléter l'article en donnant les références utiles à sa vérifiabilité et en les liant à la section « Notes et références ».
- Archive Wikiwix
- Bing
- Cairn
- DuckDuckGo
- E. Universalis
- Gallica
- Google
- G. Books
- G. News
- G. Scholar
- Persée
- Qwant
- (zh) Baidu
- (ru) Yandex
- (wd) trouver des œuvres sur Wikidata

Visionael est un logiciel de DAO fonctionnant sous UNIX.

## Formats de fichiers
Les fichiers créée avec Visionael sont au format DWG. Même si son nom est identique, ce format n'est cependant pas le même que celui d'AutoCAD. Les fichiers sauvegardés portent donc l'extension dwg ; entre deux sauvegardes, des informations de restauration sont générées et enregistrées dans un fichier portant le même nom, mais dont l'extension est en majuscules (DWG), afin de limiter la perte en cas de plantage de l'application.
Avec les modules adéquats, Visionael est également capable d'exporter des fichiers aux formats HPGL et DXF.